# Chiesa della Santissima Annunziata (Fascia)
La chiesa della Santissima Annunziata è un luogo di culto cattolico situato nel comune di Fascia, nella città metropolitana di Genova. La chiesa è sede della parrocchia omonima del vicariato del Genovesato della diocesi di Tortona.

## Storia e descrizione

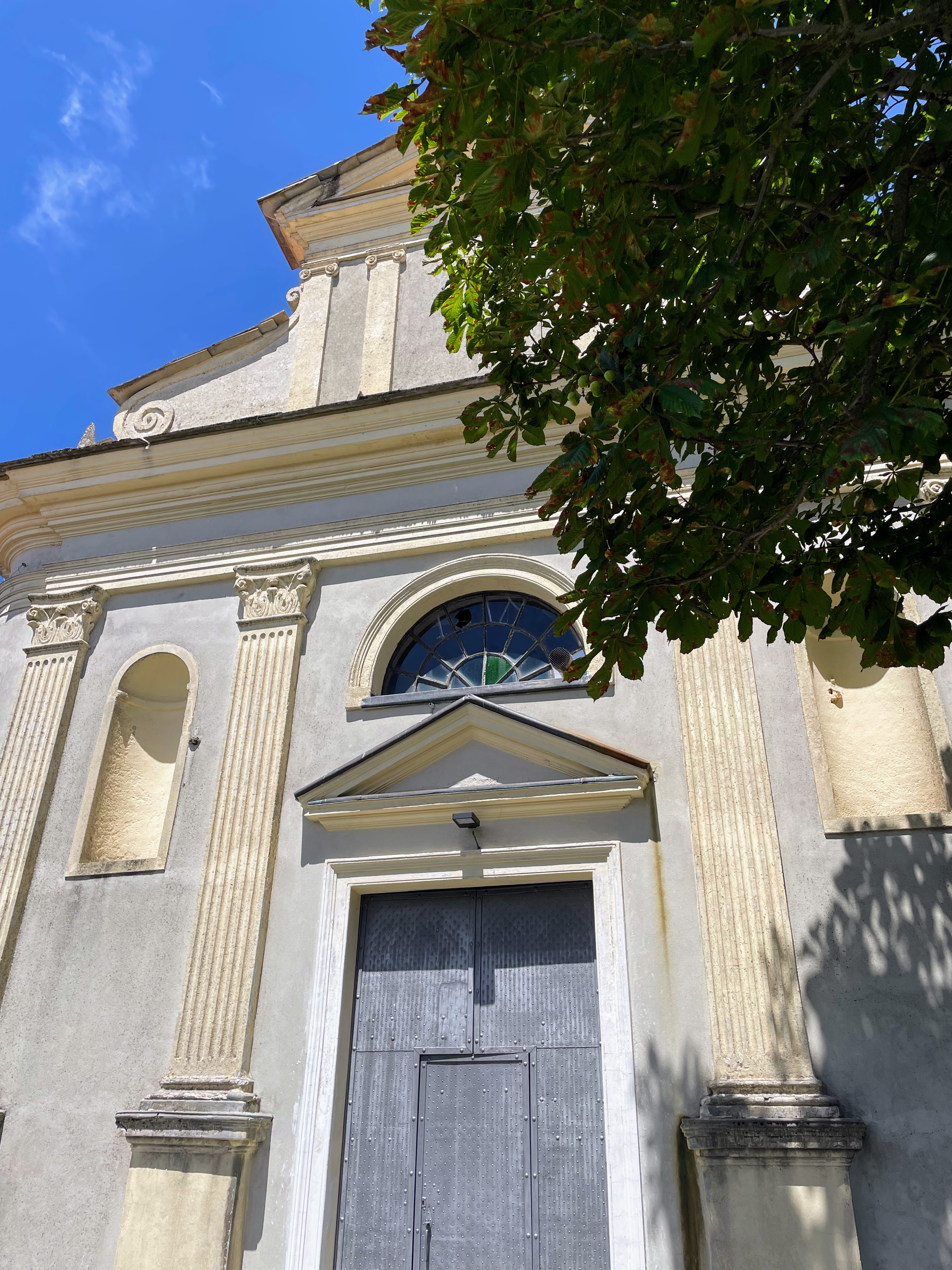
Particolare della facciata

Sita nel centro del paese, tra strette stradine che la circondano nel capoluogo di Fascia, fu elevata al titolo di chiesa parrocchiale nel 1647, staccando la comunità religiosa dalla parrocchia di San Nicola di Rondanina precedentemente legata. Facente parte della diocesi di Tortona, alcuni documenti attestano la sua presenza nel XVII secolo e i primi ampliamenti si attuarono nel corso del XIX secolo.
Nei lavori si realizzarono le attuali navate laterali, la costruzione di una nuova facciata e l'allungamento del corpo principale della struttura. L'interno conserva una statua dell'Annunziata nel presbiterio e un'altra scultura raffigurante San Guglielmo di Aquitania, patrono di Fascia. Le due cappelle laterali sono dedicate all'Annunziata e a sant'Orsola. L'attiguo campanile fu edificato tra il 1731 e il 1732.